# Шевченковский поселковый совет (Харьковская область)
Шевченковский поселковый совет — входит в состав Шевченковского района Харьковской области Украины.
Административный центр поселкового совета находится в пгт Шевченково.

## Населённые пункты совета
- пгт Шевченково
- село Верхнезорянское
- село Зорянское
- село Михайловка
- село Огурцовка
- село Первомайское
- село Раевка
- село Сазоновка
- село Троицкое